# Loitsche-Heinrichsberg
Loitsche-Heinrichsberg est une commune allemande située dans le land de Saxe-Anhalt et l'arrondissement de la Börde.

## Personnalités liées à la ville
- Rudolf von der Schulenburg (1860-1930), homme politique né au manoir de Ramstedt.